# 오카야마현 제4구
오카야마현 제4구(岡山県 第4区)는 일본의 중의원 선거구이다. 1994년 공직선거법으로 신설되었다.

## 지역
- 구라시키시 일부
- 쓰쿠보군

## 역대 중의원 의원
- 하시모토 류타로 (소속정당: 자유민주당 임기: 1996년 ~ 2005년)
- 유노키 미치요시 (소속정당: 민주당 → 민진당 → 희망의당 → 무소속 → 국민민주당 → 입헌민주당 임기: 2005년 ~ 2012년)
- 하시모토 가쿠 (소속정당: 자유민주당 임기: 2012년 ~ 현재)